# Daryl Braithwaite
Daryl Braithwaite (født 11. januar 1949) er en australsk popsanger. Han er bedst kendt som et medlem af gruppen Sherbet, men har ligeledes fastholdt en succesfuld solokarriere med over 15 singler på den australske hitliste.

## Ekstern henvisning
- P3 Playlistnyt Arkiveret 6. november 2013 hos  Wayback Machine